# Christos Zafeiris
Christos Zafeiris (* 23. února 2003 Athény) je řecký profesionální fotbalista, který hraje na pozici středního záložníka za český klub SK Slavia Praha a za řecký národní tým.

## Klubová kariéra
Zafeiris se narodil v řeckých Aténách, kde hrával v akademii Panathinaikos, v 9 letech se však s rodinou přestěhoval do Norska. V Norsku hrál postupně v mládeži Fornebu FK, Lillestrømu, Fjellhamaru a Vålerengy.

### Grorud IL
V roce 2020 zahájil seniorskou kariéru v druholigovém týmu Grorud IL. Dne 13. července 2020 v klubu debutoval, a to když odehrál posledních 7 minut utkání proti Sogndal IL. 3. srpna se poprvé objevil v základní sestavě mužstva a svým výkonem pomohl k výhře 3:1 nad Ullensaker/Kisa IL. V průběhu sezóny se stal stabilním členem základní sestavy, odehrál 20 ligových utkání a v druhé nejvyšší norské soutěži skončil s Grorudem na konečné 13. příčce.
Sezónu 2021 zahájil Zafeiris jako klíčový hráč mužstva a 12. června vstřelil svoji první ligovou branku, svým gólem pomohl k zisku bodu za remízu 2:2 s KFUM-Kameratene Oslo.
V srpnu 2021 přestoupil do prvoligového Haugesundu, se kterým podepsal smlouvu na čtyři a půl roku, na zbytek sezony 2021 však strávil v Grodudu na hostování. Celkem v druhé nejvyšší norské soutěži odehrál 47 utkání, ve kterých vstřelil 2 branky.

### FK Haugesund
V dresu Haugesundu debutoval 3. dubna 2022 při prohře 3:1 se Sandefjordem v norské Eliteserien (prohra 1:3). Zafeiris se ihned stal součástí základní sestavy klubu, který prohrál prvních pět ligových utkání. 16. května dvěma asistencemi pomohl k výhře 4:0 nad Odds BK. 25. června vstřelil svůj první gól v nejvyšší soutěži, a to při výhře 4:2 nad Viking FK. V průběhu své první sezóny v Haugesundu odehrál 29 ligových utkání, ve kterých vstřelil 4 branky a na dalších 5 přihrál. Podílel se na více než pětině všech gólů týmu a byl vyhlášen nejlepším hráčem Haugesundu za sezonu 2022.

### SK Slavia Praha
V lednu 2023 přestoupil Zafeiris do pražské Slavie za částku okolo 2,5 milionu euro (okolo 60 milionu Kč). Norský mládežnický reprezentant s řeckými kořeny podepsal v Edenu smlouvu do 30. června 2027. Na jaře 2023 nastoupil do 15 ligových utkání, v nichž dal jeden gól. Se Slavií získal ve své první sezóně domácí pohár. V červnu 2023 se objevil ve stočlenné nominaci na nejlepšího fotbalistu Evropy do 21 let.
V srpnu 2023 debutoval v pohárové Evropě, když odehrál celé utkání třetího předkola Evropské ligy proti SC Dnipro-1. V podzimní části sezóny se Zafeiris stal stabilním členem základní sestavy Slavie.
PAOK Soluň
V srpnu 2025 přestoupil do řeckého týmu PAOK Soluň za 10 miliónů eur (245 miliónů korun ) ale podzim sezóny 2025/2026 stráví v SK Slavia Praha na hostování.

## Reprezentační kariéra
Zafeiris reprezentoval Norsko v kategorii do jednadvaceti let. V mládeži reprezentoval také Řecko, ale jen krátce v kategorii do šestnácti let, jinak pravidelně nastupoval za Norsko ve všech mládežnických kategoriích. Od roku 2024 reprezentuje Řecko v mužské kategorii.

## Statistiky

### Klubové
| Klub            | Sezóna  | Liga         | Liga   | Liga | Pohár  | Pohár | Celkem | Celkem |
| Klub            | Sezóna  | Liga         | Zápasy | Góly | Zápasy | Góly  | Zápasy | Góly   |
| --------------- | ------- | ------------ | ------ | ---- | ------ | ----- | ------ | ------ |
| Grorud IL       | 2020    | OBOS-ligaen  | 20     | 0    | 0      | 0     | 20     | 0      |
| Grorud IL       | 2021    | OBOS-ligaen  | 27     | 2    | 3      | 1     | 30     | 3      |
| Grorud IL       | Celkem  | Celkem       | 47     | 2    | 3      | 1     | 50     | 3      |
| FK Haugesund    | 2022    | Eliteserien  | 29     | 4    | 3      | 1     | 32     | 5      |
| SK Slavia Praha | 2022/23 | Fortuna:Liga | 0      | 0    | 0      | 0     | 0      | 0      |
| Celkem          | Celkem  | Celkem       | 76     | 6    | 6      | 2     | 82     | 8      |